# Utricularia bracteata
Utricularia bracteata este o specie de plante carnivore din genul Utricularia, familia Lentibulariaceae, ordinul Lamiales, descrisă de Peter Good. Conform Catalogue of Life specia Utricularia bracteata nu are subspecii cunoscute.